# Vader
„Vader“ е полска хевиметъл група, смятана за една от водещите в жанра дет метъл от средата на 1990-те години.
През състава минават разни членове, като единственият задържал се от началото е китаристът и вокалист Пьотр Вивчарек с прозвище Питер.
Групата започва да свири началото на 1980-те години в стил хевиметъл / спид метъл. Стилът им се променя в дет метъл / траш метъл.

## Дискография

### Албуми
- The Ultimate Incantation (1992)
- De Profundis (1995)
- Black to the Blind (1997)
- Litany (2000)
- Revelations (2002)
- The Beast (2004)
- Impressions In Blood (2006)
- Necropolis (2009)
- Welcome to the Morbid Reich (2011)
- Tibi et Igni (2014)
- The Empire (2016)
- Solitude In Madness (2020)